# Légende noire
 (janvier 2023).
Motif : Absence de synthèse existante. Nombreux manques. Cherry picking aboutissant à une synthèse inédite.
Une légende noire est la perception négative d'un personnage, d'une organisation ou d'un événement, résultant de l'accumulation de rumeurs négatives et souvent infondées. Une légende noire ne saurait se confondre avec la vérité historique.
Le biais inverse correspond à un ensemble de stéréotypes flatteurs, parfois entourés de mystères et de préjugés, qui nourrissent une « légende rose » ou « légende dorée » à caractère hagiographique. Légende noire et légende rose s'expriment dans des médias sensationnalistes ou dans des historiographies orientées,.

## Origine espagnole
L'expression fut introduite à propos de l'Espagne, de son histoire et du peuple espagnol en 1914 par l'historien Julián Juderías[source insuffisante] qui voulait dénoncer les « récits fantastiques » colportés sur son pays à l'étranger, « les descriptions grotesques », les accusations, la négation voire « l'ignorance systématique de tout ce qui est favorable dans les divers domaines de la culture et de l'art » et enfin les accusations proférées « à partir de faits exagérés, mal interprétés ou totalement faux ». Juderias entendait en particulier dénoncer ce qu’il estimait être exagéré et injuste dans les reproches concernant l’extermination par les Espagnols des populations amérindiennes, l’obscurantisme religieux, le règne de Philippe II d'Espagne (accusé notamment de bigamie, d'inceste et de meurtre par Guillaume Ier d'Orange-Nassau) et les méthodes de l’Inquisition.
Même si Emilia Pardo Bazán et Vicente Blasco Ibáñez ont utilisé le terme dans le sens moderne, avant Juderías, il serait son large diffuseur, et celui qui décrit le concept en 1914 dans son livre La Légende noire :

« […] l'environnement créé par les histoires fantastiques sur notre pays qui sont nées dans tous les pays, les descriptions grotesques qui ont toujours profilé le caractère espagnol en tant qu'individus et collectivement, le déni, ou au moins l'ignorance systématique de tout ce qui est favorable dans les diverses formes de culture et d'art, les accusations en tout temps, ont été proférées sur l'Espagne sur les motifs de faits exagérés, mal interprétés ou faussés dans leur intégralité, et, enfin, l'affirmation contenues dans des livres qui semblent respectables et vrais et souvent reproduite, discutée et prolongée dans la presse étrangère, que notre pays est, du point de vue de la tolérance, la culture et le progrès politique, une exception lamentable dans le groupe des nations européennes. »

— Julián Juderías, La Légende noire
La seconde œuvre est L'Histoire de la légende noire de l'hispano-américaine Romulo D. Carbia. Si Juderías met davantage l'accent sur le côté européen de la légende, l'argentin Carbia se concentre sur le côté américain.
En 1944, l'American Council on Education, préoccupé par les préjugés anti-hispaniques du matériel éducatif aux États-Unis, a défini le concept dans un long rapport disant que :

« La Légende Noire est un terme utilisé par les écrivains espagnols pour désigner la vieille propagande contre les pays ibériques, qui a commencé au XVIe siècle en Angleterre et a depuis été une arme pour les adversaires de l'Espagne et du Portugal dans les guerres de religion, maritimes et coloniales de ces quatre siècles. »

Philip Wayne Powell dans son livre de Tree of Hate (1971) définit essentiellement la légende noire comme la croyance que :

« [La prémisse de base de la Légende noire est que] les Espagnols se sont toujours montrés comme exceptionnellement cruels, intolérants, tyranniques, obscurantistes, paresseux, sectaires, avides et perfides, c'est-à-dire qu'ils sont si différents d'autres peuples à cet égard que les Espagnols et l'histoire de l'Espagne devraient être vus et compris en des termes qu'on n'emploie pas d'habitude pour décrire et interpréter les autres. »

— P.W. Powell, Tree of Hate

## Une origine française?
Le biographe de Julián Juderías dans son introduction à l'édition du centenaire de La leyenda negra insiste sur le fait que l'origine de l'expression « légende noire » comme pendant de « légende dorée » est peut-être française. En effet, Arthur Lévy, auteur de l'ouvrage Napoléon intime (1893) a écrit :

« Napoléon, durant sa vie, a été tour à tour l'objet du culte et du mépris de ses sujets. Aujourd'hui, — quoique l'influence de son action individuelle sur les destinées de la France et de l'Europe ne puisse encore être exactement définie, — sa mémoire nous partage toujours en deux camps, les admirateurs et les détracteurs, également zélés pour dénaturer, en bien comme en mal, la personnalité de l'Empereur. […] Toutefois, en étudiant la vie de l'Empereur avec droiture, on voit bientôt la réalité se dégager de la légende dorée et de ce qu'il est permis d'appeler la légende noire napoléonienne. Cette réalité la voici : Napoléon ne fut ni un dieu ni un monstre, mais, simplement, — selon la célèbre formule classique qu'on peut lui appliquer — il était homme, et rien d'humain ne lui était étranger. Le haut sentiment familial, en effet, la bonté, la gratitude, la cordialité, furent ses qualités essentielles. »

— A. Levy, Napoléon intime
Ainsi, toujours selon Luis Español, l'expression lancée par Lévy à propos de Napoléon Ier aurait été traduite par les auteurs espagnols Cayetano Soler et Emilia Pardo Bazán dans leurs ouvrages respectifs de 1899, reproduite par des journalistes et pris de l'importance à partir du classique de Juderías, puis finalement serait retournée en France où elle sera notamment réutilisée dans des ouvrages sur la légende noire de Napoléon Ier (cf. infra).

### Interprétations critiques de la légende noire espagnole
Les dernières années, il s'est formé un groupe d'historiens, parmi lesquels Alfredo Alvar, Ricardo Garcia Carcel, Lourdes Mateo Bretos et Carmen Iglesias, qui ne croient pas en l'existence objective de la légende, mais considèrent que la légende noire est la perception par les Espagnols de leur image à l'étranger.

« La "légende noire" est pour ainsi dire, la façon dont l'Espagne perçoit son image hors de l'Espagne […] La légende noire est, par conséquent, formée des traits négatifs — qui sont objectivement les plus répétés — que la conscience espagnole découvre dans l'image d'elle-même. »

— V. de Osma, El Imperio y la leyenda negra
Garcia Carcel nie même l'existence de la légende noire dans son livre La Leyenda Negra :
« Ni leyenda, en tanto en cuanto el conjunto de opiniones negativas de España tuvieran no pocos fundamentos históricos, ni negra, dado que el tono nunca fue constante ni uniforme. Abundan los grises, pero la coloración de estas opiniones estuvo siempre determinada por los colores contrapuestos de lo que aquí hemos llamado leyenda rosa. »
— G. Carcel, La Leyenda Negra
Selon l'historien et hispaniste Henry Kamen, le concept de la légende noire a cessé d'exister dans le monde anglophone depuis de nombreuses années, mais persiste en Espagne pour des raisons de politique intérieure. La position de Kamen et son livre Empire ont été vivement critiqués par Arturo Perez-Reverte et José Antonio Vaca de Osma. L'historien Jose Pérez estime également que le légende noire a disparu, mais qu'il en reste toujours des traces, car les préjugés sur l'Espagne ne sont pas différents de ceux qui existent sur d'autres pays.
L'écrivain argentin Ernesto Sábato, dans son article Ni leyenda blanca ni negra (« Ni légende blanche ni noire »), publié dans le journal El País en 1991 avant la fin du 500e anniversaire de la découverte de l'Amérique, propose de pallier le « faux dilemme » entre les deux légendes pour présenter une approche qui, « sans nier les atrocités perpétrés par les agresseurs », soit capable de justifier la culture, la langue espagnole et le métissage, qui a créé une société dans les Amériques.

## Utilisation postérieure du terme
Le terme fut ensuite vulgarisé par les historiens pour d'autres objets de recherche. Ainsi, en France, les Templiers, Louis XIV, Napoléon Ier (« l'ogre corse » qui tyrannise l'Europe selon la légende noire distillée par les pamphlétaires britanniques est cependant aussi l'objet d'une légende dorée de la part de ses partisans et des divers régimes politiques qui se succèdent en France) ainsi que Napoléon III (« Le 2 décembre a donné naissance à une légende noire qui a rejailli rétrospectivement sur le 18 Brumaire ») ont selon plusieurs historiens été sujets à des « légendes noires ».

### Légende noire napoléonienne
Les deux Napoléon ont été l'objet de fortes critiques dès leur arrivée au pouvoir mais alors que « la légende noire de Napoléon Ier, très vivante après sa chute, laissait place progressivement sans disparaitre, à une légende dorée devenue prédominante, du côté de Napoléon III, le rejet allait longtemps s'imposer ». La mémoire républicaine ne manquera pas de noter que « les deux Empires se sont imposés par la force, au terme de coups d'État » et que, dans le cas de Napoléon III, celui-ci devra avant même son élection à la présidence de la République, être l'objet de très vives caricatures (Honoré Daumier dans Le Charivari) avant d'être pour la postérité qualifié de Napoléon le petit par Victor Hugo.

#### La légende noire de NapoléonIer
Selon Luis Español, l'expression même légende noire est peut-être née de l'ouvrage d'Arthur Lévy Napoléon intime (1893) ce qui souligne l'importance de la propagande négative à ce sujet (cf. supra).
Les conquêtes napoléoniennes déclenchent tantôt l'admiration, comme celle du poète allemand Goethe qui reçoit la Légion d'honneur par décret du 12 octobre 1808 de Napoléon ou du philosophe Hegel, tantôt la haine, comme celle des Espagnols lorsque l'empereur envahit leur pays, ce qui développe une légende noire avec le premier pamphlet diffusé dans toute l'Europe, le Catéchisme espagnol, préparant les explosions nationales qui mettront fin au Grand Empire.
Sous le Consulat puis le Premier Empire, la caricature, arme privilégiée des opposants, était d'abord du fait des Anglais puisqu'elle ne pouvait beaucoup se développer en France à cause de la censure, puis celle des royalistes le qualifiant d'usurpateur, de même que les républicains. Elle explose en France en 1814, à la première chute de l'Empereur. Les pamphlets alors les plus cinglants sont De Buonaparte et des Bourbons, écrit par le royaliste François-René de Chateaubriand et De l'esprit de conquête et de l'usurpation par le libéral Benjamin Constant. Les critiques sont aussi reprises avec talent par le graveur Louis-François Charon. Concrètement, elles mettent en cause l'Empereur pour avoir « enflammé l'Europe et provoqué des centaines de milliers de morts », avançant des chiffres gonflés comme celui de 1,7 million de Français victimes des guerres napoléoniennes (« chiffre deux fois supérieur au total communément admis »). Napoléon Ier est qualifié d'ogre ou de cannibale et son pouvoir est présenté comme assis sur un « trône de cadavres », fondé sur une « série de crimes » (l'exécution du duc d'Enghien et des principaux chefs de la conspiration Cadoudal). Lors de la période des Cent-Jours ou de la Restauration, les avis se retournent (une quinzaine de personnalités sont toujours restées fidèles à l'empereur), oscillant entre la légende dorée et la légende noire, les plus grands adeptes du retournement politique étant Charles-Louis Huguet de Sémonville, Joseph Fouché et Talleyrand. Sous la Restauration, sa politique religieuse, celle à l'égard de la papauté, est aussi mise en cause alors que l'idée que Bonaparte ne soit même pas français de naissance est avancée par Chateaubriand. Cependant, dans le contexte de l'époque, cette légende noire ne parvient pas à éclipser le « mythe du grand homme », ce qui aboutira au retour de ses cendres sous le règne de Louis-Philippe Ier.
Alors que la légende noire est réactivée par celle de son neveu Napoléon III dont la politique (et surtout la perte de l'Alsace et la Lorraine) est vivement critiquée par Victor Hugo, Henri Rochefort ou Maurice Joly, des hommes politiques comme Maurice Barrès se retournent vers Napoléon, ses conquêtes victorieuses devant inspirer le sentiment de revanchisme. Au début du régime de Vichy, cette légende noire réapparaît sous la plume du royaliste Charles Maurras avant une nouvelle fois de se retourner après la bataille de Mers el-Kébir qui voit croître l'hostilité française contre le Royaume-Uni. En 1968, au cours d'une série de conférences télévisuelles de la Télévision suisse romande, l'historien Henri Guillemin propose une vision documentée et critique d'un Napoléon arriviste et intéressé, uniquement préoccupé de sa réussite personnelle et de celle de sa famille. En 2005, Claude Ribbe écrit Le Crime de Napoléon, un pamphlet contre ce dictateur « misogyne, homophobe, antisémite, raciste, fasciste, antirépublicain » qui a rétabli l'esclavage.

#### La légende noire de Napoléon III
« Napoléon III a longtemps été victime d'une légende noire, d'une caricature forgée par ses nombreux ennemis politiques, les républicains, les royalistes, les libéraux... » pour reprendre les mots du professeur d'histoire contemporaine Guy Antonetti. Selon les détracteurs et opposants du dernier empereur des Français, il est à la fois un « crétin » (Thiers), « Napoléon le petit » ou « Césarion » (Victor Hugo) ou encore Badinguet, « une espèce d'aventurier sans scrupules, et d'arriéré mental ridicule, un mélange de satrape débauché et de démagogue fumeux, bref un pantin insignifiant ». L'œuvre de Victor Hugo, bâtie sur l'opposition permanente entre la gloire de Napoléon Ier et la bassesse tyrannique prêtée à Napoléon III, contribua considérablement à asseoir l'image d'un despote médiocre et sans scrupules. L'écrivain Émile Zola, circonspect sur l'Empereur dont il note la complexité et qu'il appelle « l'énigme, le sphinx », rappela ainsi dans ses romans la spéculation effrénée et la corruption nées de l'« haussmanisation » et de la flambée boursière (La Curée, L'Argent), le choc que l'irruption des grands magasins représenta pour le petit commerce (Au Bonheur des Dames), la dureté des luttes sociales sous Napoléon III (Germinal). Toutefois, le même Émile Zola démontra comment le même homme pouvait être regardé différemment en fonction du camp idéologique où l'on se situait, des revirements idéologiques ou des métamorphoses de l'âge, en écrivant que « Le Napoléon III des Châtiments, c'est un croquemitaine sorti tout botté et tout éperonné de l'imagination de Victor Hugo. Rien n'est moins ressemblant que ce portrait, sorte de statue de bronze et de boue élevée par le poète pour servir de cible à ses traits acérés, disons le mot, à ses crachats ».

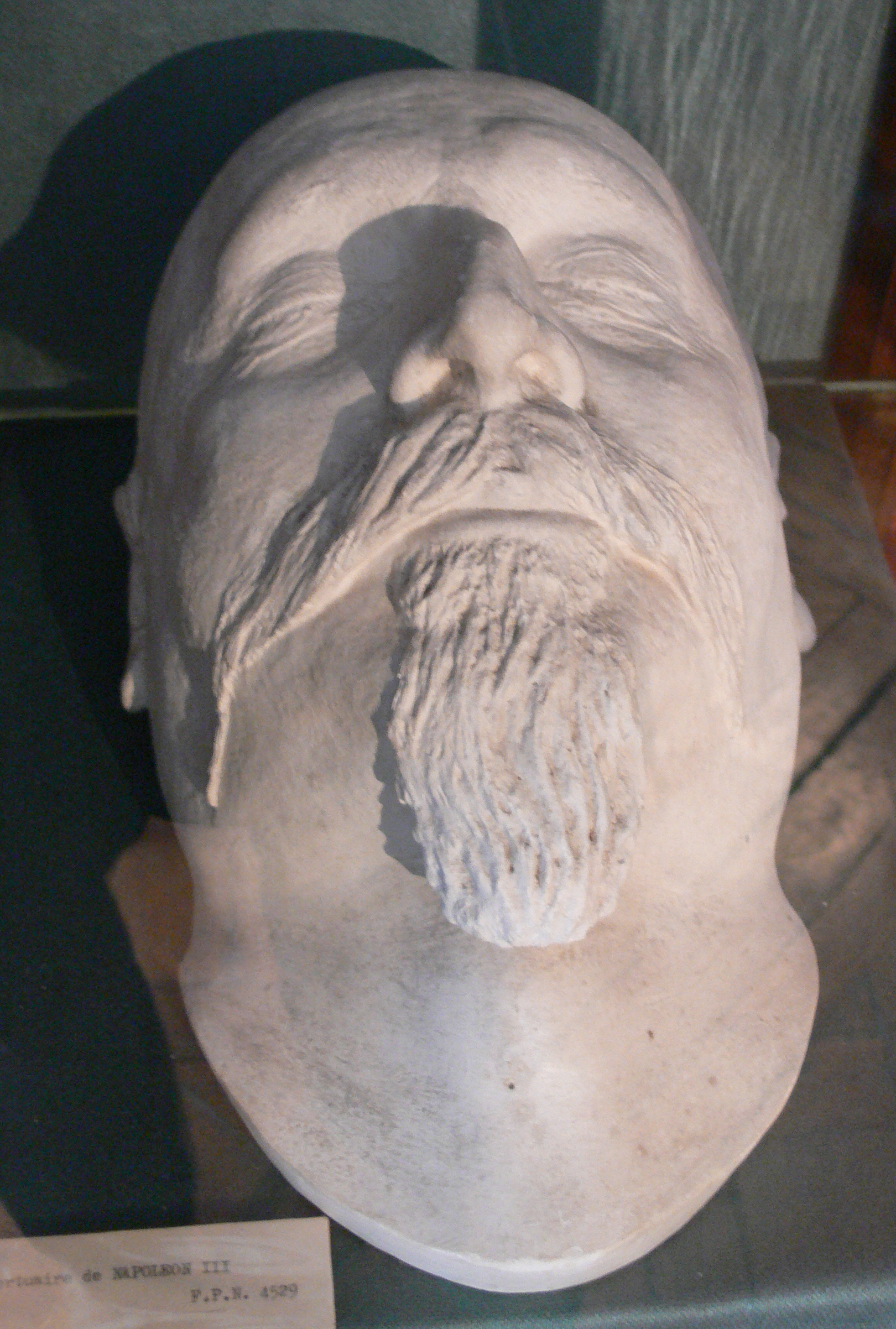
Masque mortuaire de Napoléon III.

Le Second Empire eut « longtemps mauvaise presse ». Les acquis territoriaux de 1860 (Nice et la Savoie) obtenus à la suite d'une guerre victorieuse contre l’Autriche sont oubliés, effacés par le traumatisme que constitue alors la perte de l’Alsace et de la Moselle marquant durablement la conscience nationale jusqu'à la fin de la Première Guerre mondiale. Apparemment peu doué pour la prophétie, Louis Pasteur, fervent bonapartiste affligé par la chute de l'Empire, déclarait alors confiant que « malgré les vaines et stupides clameurs de la rue et toutes les lâches défaillances de ces derniers temps, l'Empereur peut attendre avec confiance le jugement de la postérité. Son règne restera comme l'un des plus glorieux de notre histoire ».
Souvent mentionnée par les historiens dans leurs biographies de l'Empereur, la légende noire est notamment analysée en profondeur, sans être exhaustive des autres auteurs, par les historiens Pierre Milza et Éric Anceau dans leurs ouvrages respectifs consacrés à Napoléon III.
Pour Éric Anceau, « le 2 décembre a permis aux républicains de s’ériger en défenseurs du droit et de faire du coup d’État le mal absolu. Depuis le 2 décembre 1851, qui se dit républicain en France ne peut prêter la main à un coup d’État, ni s’en faire l’apologiste ». Cette « référence négative désormais pour tout républicain authentique » selon les mots de l'historien Raymond Huard pour désigner le 2 décembre, « jour néfaste parce qu’il mit fin à l’existence de la Seconde République », fut l'argument des républicains pour combattre tout retour en force du césarisme plébiscitaire, que ce soit lors du boulangisme puis plus tard lors de la montée du gaullisme. Le précédent d'un président devenu empereur ainsi rendra impensable, jusqu'en 1962, toute élection du chef de l'État au suffrage universel direct, François Mitterrand comparant avec virulence le général de Gaulle à Napoléon III afin d'instruire le procès des institutions de la Ve République. L'historien Maurice Agulhon utilise pour sa part les termes de légende noire et de légende rose pour les différentes versions ou approches données à l'insurrection en province au moment du coup d'État, notamment le fait que les historiens républicains tendaient à minimiser « les faits de lutte des classes » qui la sous-tendaient.
Pour Pierre Milza, « l'année terrible [1870] a fortement traumatisé les contemporains, peut-être autant que le fera la débâcle de 1940 » ce qui explique également, en sus du 2 décembre, le « long discrédit » dont souffre longtemps l'image de Napoléon III.
Dans sa biographie, Éric Anceau note particulièrement que la IIIe République s'édifie sur les ruines du Second Empire et en opposition à Napoléon III, à sa famille et à ses proches voués à l'opprobre. Il paie ainsi la personnalisation du régime césarien et, qualifié d'« aventurier qui avait trompé les Français pour accéder au pouvoir », devient un bouc émissaire commode, tenu pour seul responsable de la défaite et de la mutilation du territoire français,. Alors qu'Eugénie était dénigrée en raison de sa dévotion religieuse ou de son origine espagnole, le préfet Haussmann était lui aussi victime de l'hallali intellectuel exprimé notamment dans les ouvrages publics de la IIIe République à l'instar du Grand dictionnaire universel du XIXe siècle de Pierre Larousse en 1876.
Si l'Empereur est, selon Pierre Milza, l'objet d'un « déferlement de haines » au travers de pamphlets, caricatures et chansons qui le présentent comme un despote vénal et immoral, l'historien confirme que ces invectives ont lieu surtout au moment où le régime républicain n'est pas encore acquis et doit encore se construire et s'enraciner. Non seulement tout nom relatif à la toponymie impériale est globalement éliminé de la voie publique, à l'exception des batailles remportées durant le régime, mais la nouvelle légitimité républicaine exige alors que tous les mythes sur lesquels reposait le précédent pouvoir, telle l'image idéalisée du « sauveur de la nation », soient abattus et discrédités.
Précisant être un « républicain qui ne nourrit aucune nostalgie à l'égard de l'Empire », Pierre Milza note cependant, au travers de plusieurs commémorations concrètes officielles intervenues depuis les années 1980, les prologues de ce qu'il considère, comme « l'ultime étape d'une réhabilitation tardive et inachevée » : le rapatriement des cendres de Napoléon III, de son épouse et de leur fils, à l'instar de celles de Napoléon Ier.
Ainsi, en 1988, pour la première fois en 118 ans, un gouvernement français s'était fait représenter lors d'une cérémonie organisée à la mémoire de Napoléon III et avait envoyé un détachement de la garde républicaine rendre les honneurs de l'État à l'ancien Empereur lors d'une messe de requiem en l'église Saint-Louis-des-Invalides. En 2008, prenant la suite de plusieurs demandes antérieures d'origines diverses, Christian Estrosi, alors secrétaire d'État français à l'Outre-Mer et candidat à la mairie de Nice, demandait le rapatriement des cendres de Napoléon III pour 2010, année du 150e anniversaire du rattachement du comté de Nice à la France. Enfin, lors de son hommage public et national au président de la Cour des Comptes, Philippe Séguin, le 12 janvier 2010, le président de l’Assemblée nationale, Bernard Accoyer, déclarait que celui qui fut aussi l'auteur en 1990 de Louis-Napoléon le grand, en « rompant avec la tradition héritière de Victor Hugo », avait « entrepris de réhabiliter la mémoire de Napoléon III, substituant au personnage caricatural de Badinguet la vision d’un empereur moderniste et soucieux du bien commun, qui équipa et enrichit la France ».

#### En français
- Pierre Milza, Napoléon III, Perrin, 2004, réédition collection Tempus 2006 (pp 741-746).
- Nathalie Petiteau, Napoléon, de la mythologie à l'histoire, Seuil, 1999.

#### Autres langues
- (en) Edelmayer, Friedrich, « The "Leyenda Negra" and the Circulation of Anti-Catholic and Anti-Spanish Prejudices », European History Online,‎ 2011 (lire en ligne)
- Español Bouché, Luis, "Leyendas Negras: Vida y Obra de Julian Juderías", Junta de Castilla y Leon, 2007.
- Ricardo Garcia Cárcel, La leyenda negra. Historia y opinión, Madrid, 1992
- (en) Gledhill, John, « Review: From "Others" to Actors: New Perspectives on Popular Political Cultures and National State Formation in Latin America », American Anthropologist, vol. 98, no 3,‎ 1996, p. 630-633 (DOI 10.1525/aa.1996.98.3.02a00210)
- Griffin, Eric. "Ethos to Ethnos: Hispanizing 'the Spaniard' in the Old World and the New," The New Centennial Review, 2:1, 2002.
- Kamen, Henry. Empire: How Spain Became a World Power, 1492-1763. New York: HarperCollins. 2003.  (ISBN 0-06-093264-3)
- (en) LaRosa, Michael, « Religion in a Changing Latin America: A Review », Journal of Interamerican Studies and World Affairs, vol. 34, no 4,‎ 1992–1993, p. 245–255 (DOI 10.2307/165811, JSTOR 165811)
- Lock, Julian. "'How Many Tercios Has the Pope?' The Spanish War and the Sublimation of Elizabethan Anti-Popery," History, 81, 1996.
- Maltby, William S., The Black Legend in England. Duke University Press, Durham, 1971,  (ISBN 0-8223-0250-0).
- Maura, Juan Francisco. "Cobardía, crueldad y oportunismo español: algunas consideraciones sobre la 'verdadera' historia de la conquista de la Nueva España". Lemir (Revista de literatura medieval y del Renacimiento) 7 (2003): 1–29.
- Mignolo, W. D. (2007). "What does the Black Legend Have to do with Race?" Rereading the Black Legend: The Discourses of Religious and Racial Difference in the Renaissance Empires, 312–24.

#### Premier et Second Empire
- Présentation de La légende de Napoléon de Sudhir Hazareesingh
- Napoléon III sort de sa légende noire, Historia n°736
- Les historiens et la légende noire du Second Empire, discours de Jean des Cars devant l'Académie des sciences morales et politiques le 7 mars 2005 suivi d'un débat avec les membres de cet institut de France : Jacques de Larosière, les historiens Alain Besançon, Jean Tulard, Emmanuel Le Roy Ladurie, Jacques Dupâquier, les professeurs Gérald Antoine, Alain Plantey (droit), Pierre Bauchet (économie), l'économiste Jean-Claude Casanova, l'ancien premier ministre Pierre Messmer, Jean Foyer…

#### Louis XIV
- Louis XIV Un bilan "globalement positif " ?, Historia n°96
- Les affaires du Grand Siècle, Historia n°96